# ФК Академик (Шумен)
Вижте пояснителната страница за други значения на Академик.
„Академик“ е бивш футболен клуб от Шумен, България.[източник? (Поискан днес)]
Основан е през 1998 г. на базата на университетския футболен отбор, който до онзи момент участва в Националното студентско първенство. През сезона 1998/99 отборът се състезава в „А“ ОФГ - Шумен. Завършва на пето място с 11 победи, 6 загуби и 3 срещи завършили наравно, точков актив от 36 т. и голова разлика 52:39. През 2003 година, по инициатива на Студентския съвет и ръководство на ШУ „Епископ Константин Преславски“, клубът е възобновен и отново се включва в първенството на „А“ ОФГ Шумен.[източник? (Поискан днес)]
В периода, през който не участва в републиканското първенство, университетският футболен отбор играе срещи с другите отбори на ВУЗ-ове и колежи от страната. През 2001 година тимът участва в универсиада (студентски олимпийски игри) в град Баня Лука, Босна и Херцеговина. През януари 2003 г. печели градския турнир по футбол на малки вратички. През лятото на същата година завършва на първо място на Националните студентски игри в Кранево. През сезон 2003/04 завършва на 3 място в „А“ ОФГ – Шумен с 19 победи, 3 равни и 6 загуби, точков актив от 60 т. и голова разлика 100-40. На следващата година отново завършва на 5 място, но се отказва от участие ден преди официалния старт на сезона на 27 август 2005 г. Играе мачовете си на стадион "Панайот Волов". Основните цветове на отбора са небесносиньо и бяло. Президент на клуба е доц. д-р Добромир Енчев, а старши треньор е Лъчезар Колев.[източник? (Поискан днес)]